# 강원특별자치도강릉의료원
강원특별자치도강릉의료원(江原特別自治道江陵醫療院, Gangwon State Gangneung Medical Center)은 강원특별자치도 강릉시에 위치한 강원특별자치도청 산하의 공공병원이다.

## 연혁
- 1913년 10월 1일 강릉자혜의원 개원
- 1919년 4월 5일 강원도립 강릉의원으로 변경
- 1946년 5월 1일 강원도립 강릉병원으로 변경
- 1963년 6월 1일 강릉간호기술학교 병설
- 1983년 7월 1일 지방공사 강릉의료원으로 변경
- 1987년 12월 13일 종합병원 승격

## 진료과목
내과, 외과, 정형외과, 신경과, 영상의학과, 마취통증의학과(수술실), 재활의학과, 소아청소년과, 진단검사의학과

## 같이 보기
- 병원